# Allomogurnda flavimarginata
Allomogurnda flavimarginata är en fiskart som beskrevs av Allen 2003. Allomogurnda flavimarginata ingår i släktet Allomogurnda och familjen Eleotridae. Inga underarter finns listade i Catalogue of Life.